# Jens Frederik Nielsen
Jens Frederik Nielsen (* 22. června 1991) je grónský politik a hráč badmintonu. Od roku 2021 je předsedou strany Demokraté. Na základě předčasných parlamentních voleb se 28. března 2025 stal novým grónským premiérem.

## Životopis
Jens-Frederik Nilesen vystudoval sociální vědy na Grónské univerzitě v Nuuku. Zastával administrativní funkce ve straně Demokraté, dokud nebyl 29. května 2020 nečekaně jmenován ministrem práce a nerostných zdrojů v sedmé vládě Kima Kielsena. Dne 8. června 2020 se stal předsedou Demokratů. V únoru 2021 Jens Frederik Nielsen vystoupil, stejně jako zbytek strany, z vlády, přičemž se konaly nové volby. V těch Demokraté výrazně ztratili, avšak Nielsen získal poslanecký mandát jako jeden ze tří členů Demokratů. V parlamentních volbách v roce 2025 Demokraté vyhráli a Nielsen získal největší počet preferenčních hlasů.

### Badmintonová kariéra
Nielsen se v roce 2012 stal poprvé mistrem Grónska ve smíšeném badmintonu a od té doby získal řadu medailí. Několikrát se také zúčastnil Islandských her.